# Deutz
Deutz è un quartiere (Stadtteil) di Colonia, appartenente al distretto urbano (Stadtbezirk) Innenstadt, del centro.

## Storia
Deutz fu un importante centro di apprendimento in Germania. Nell'alto Medioevo la città era conosciuta con il nome latino Divitia (forte militare romano), mentre dal X secolo ha preso il nome di Tuitium. Era situato sulla riva destra del Reno, di fronte a Colonia, sorta invece sulla sponda sinistra del fiume. L'importante abbazia è stata la casa di molti teologi, come Rupert di Deutz.
Deutz è stata formalmente annessa alla città di Colonia nel 1888. La Deutz moderna e la parte del centro della città sulla riva destra del Reno, e politicamente è parte del consiglio di amministrazione del distretto di Innenstadt.